# 大湖村 (新竹縣)
大湖村位於台湾新竹縣北埔鄉東側，離北埔市區約三分鐘路程。

## 景點
- 綠世界生態農場，綠世界生態園區位於新竹縣北埔鄉大湖村，2004年開幕，占地約70公頃。
- 六塘休閒谷，此地因2016年年底的落羽松而爆紅。[2]